# Социологические опросы на Украине во время российского вторжения
После начала российского вторжения на неоккупированной территории Украины был проведён ряд социологических опросов.

## Социологические опросы
Опрос населения крупных городов Украины (28 февраля — 1 марта 2022) выявил, что 46 % опрошенных возложили вину за начало войны на руководство России, ещё 40 % — одновременно на руководство, политические элиты и народ России. О доверии Вооружённым силам Украины заявили 63 % опрошенных, президенту Зеленскому — 54 %, волонтёрским организациям — 39 %.
Согласно опросу агентства Info Sapiens, проводившемуся на Украине 3-4 марта 2022 года, 3/4 украинцев выступали против признания Крыма или территорий Донбасса частью России и 56 % — против отказа от стремления Украины вступить в НАТО. 67 % респондентов (в том числе 78 % мужчин) заявили о готовности лично оказывать вооружённое сопротивление российскому присутствию на территории страны. 88 % опрошенных заявили о положительном отношении к Владимиру Зеленскому и 87 % — об отрицательном отношении к экс-президенту Виктору Януковичу; 36 % заявили о положительном отношении к экс-президенту Петру Порошенко, а 57 % — об отрицательном.
Отвечая на опрос социологической группы «Рейтинг» 12—13 марта, 56 % респондентов на Украине назвали целью российского вторжения «полное уничтожение украинского народа», 50 % — оккупацию Украины и её присоединение к России. 86 % опрошенных считали возможным возврат украинского контроля над Донбассом, 80 % — над Крымом.
Отвечая на вопросы «Рейтинга» 18 марта, 93 % респондентов на Украине выразили веру в победу своей страны, причём 47 % надеялись, что она будет достигнута в течение нескольких недель, 23 % — нескольких месяцев (менее полугода). 74 % выразили поддержку прямым переговорам президентов Украины и России, но 89 % заявили, что отрицательно относятся к заключению перемирия, если перед этим российские войска не будут выведены с территории Украины.
По данным опроса, проведённого Социологической группой «Рейтинг» 19 марта 2022 года, 83 % респондентов выступили за то, чтобы украинский язык был единственным государственным языком на Украине. Такое мнение доминирует во всех макрорегионах, возрастных и языковых группах — 91 % украиноязычных, 82 % двуязычных, 63 % русскоязычных; на западе — 91 %, в центре — 88 %, на юге — 76 %, на востоке — 63 %. Предоставление русскому языку официального статуса в отдельных регионах с сохранением статуса украинского как единственного государственного поддерживали 8 % (15 % русскоязычных, 9 % двуязычных, 5 % украиноязычных; на востоке — 15 %, на юге — 9 %, в центре — 8 %, на западе — 5 %), придание русскому статуса второго государственного — 7 % (22 % русскоязычных, 7 % двуязычных; на востоке — 19 %, на юге — 13 %). Показательно, что до полномасштабного вторжения России идею второго государственного языка поддерживали почти четверть опрошенных, традиционно за это выступали жители юга и востока, но даже в этих регионах таких было лишь треть. Украинский язык родным считали 76 % респондентов (99 % украиноязычных, 71 % двуязычных, 27 % русскоязычных; на западе — 95 %, в центре — 84 %, на юге — 61 %, на востоке — 42 %), русский — 20 % (66 % русскоязычных, 23 % двуязычных; на востоке — 49 %, на юге — 32 %, в центре — 15 %). Исключительно на украинском дома говорили 48 % респондентов (на западе — 87 %, в центре — 52 %, на юге — 20 %, на востоке — 8 %), исключительно на русском — 18 % (на востоке — 44 %, на юге — 33 %, в центре — 12 %), на двух языках — 33 % (на востоке — 47 %, на юге — 46 %, в центре — 36 %, на западе — 9 %). О намерении перейти в будущем на общение исключительно на украинском языке сообщили 60 % двуязычных и 34 % русскоязычных. 67 % респондентов считали, что нет никаких проблем между украиноязычными и русскоязычными гражданами (75 % двуязычных, 74 % русскоязычных, 59 % украиноязычных; на юге — 75 %, в центре — 73 %, на востоке — 69 %, на западе — 53 %). 19 % считали, что языковая проблема существует, однако не является важной (20 % украиноязычных, 19 % русскоязычных, 17 % двуязычных; на востоке — 22 %, на западе — 21 %, на юге — 18 %, в центре — 15 %). 12 % считали языковую проблему серьёзной и угрожающей внутренней безопасности и миру в Украине (18 % украиноязычных, 7 % русскоязычных, 6 % двуязычных; на западе — 23 %, в центре — 9 %, на юге и востоке — 6 %).
По данным Киевского международного института социологии, приведённым Reuters, доверие к правительству Украины упало с 74 % в 2022 году до 39 % в 2023 году. Доверие к парламенту за тот же временной промежуток упало с 58 % до 21 %.
Согласно опросу, проведённому на Украине в декабре 2024 года Киевским международным центром социологии, 38% респондентов согласились с тем, что Украина может отказаться от части принадлежащих ей территорий для достижения мира и сохранения страной статуса независимого государства. В 2023 году на такой вопрос положительно ответили менее чем 20% респондентов.